# Élections législatives de 2024 dans la Drôme
Les élections législatives françaises de 2024 se dérouleront les 30 juin et 7 juillet 2024. Dans la Drôme, quatre députés sont à élire dans le cadre de quatre circonscriptions, à la suite de la dissolution de l'Assemblée nationale par Emmanuel Macron.
Le choix de cette dissolution est pris après la défaite de la liste Renaissance aux élections européennes qui ont eu lieu le 9 juin 2024.

## Contexte
| Circonscription | RN      | ENS     | PS - PP | LFI     | LR     |
| --------------- | ------- | ------- | ------- | ------- | ------ |
| Circonscription |         |         |         |         |        |
| 1re             | 29,16 % | 14,04 % | 14,26 % | 11,78 % | 7,81 % |
| 2e              | 38,9 %  | 12,79 % | 11,57 % | 8,33 %  | 6,14 % |
| 3e              | 27,86 % | 12,43 % | 15,42 % | 9,71 %  | 6,21 % |
| 4e              | 37,53 % | 11,81 % | 12,63 % | 7,89 %  | 6,61 % |

## Système électoral
Les élections législatives ont lieu au scrutin uninominal majoritaire à deux tours dans des circonscriptions uninominales.
Est élu au premier tour le candidat qui réunit la majorité absolue des suffrages exprimés et un nombre de voix au moins égal au quart des électeurs inscrits dans la circonscription, soit 25 %. Si aucun des candidats ne satisfait ces conditions, un second tour est organisé entre les candidats ayant réuni un nombre de voix au moins égal à un huitième des inscrits, soit 12,5 %. Les deux candidats arrivés en tête du 1er tour se maintiennent néanmoins par défaut si un seul ou aucun d'entre eux n'a atteint ce seuil. Au second tour, le candidat arrivé en tête est déclaré élu,.
Le seuil de qualification basé sur un pourcentage du total des inscrits et non des suffrages exprimés rend plus difficile l'accès au second tour lorsque l'abstention est élevée. Le système permet en revanche l'accès au second tour de plus de deux candidats si plusieurs d'entre eux franchissent le seuil de 12,5 % des inscrits. Les candidats en lice au second tour peuvent ainsi être trois, un cas de figure appelé « triangulaire ». Les second tours où s'affrontent quatre candidats, appelés « quadrangulaire » sont également possibles, mais beaucoup plus rares,.

### Partis et nuances
Les résultats des élections sont publiés en France par le ministère de l'Intérieur, qui classe les partis en leur attribuant des nuances politiques. Ces dernières sont décidées par les préfets, qui les attribuent indifféremment de l'étiquette politique déclarée par les candidats, qui peut être celle d'un parti ou une candidature sans étiquette.
Seuls le Parti communiste français (COM), La France insoumise (FI), le Parti socialiste (SOC), le Parti radical de gauche (RDG), Les Écologistes (VEC), Renaissance (RE), le Mouvement démocrate (MDM), Horizons (HOR), l'Union des démocrates et indépendants (UDI), Les Républicains (LR), le Rassemblement national (RN) et Reconquête (REC) se voient attribuer en 2024 des nuances propres. Les coalitions Ensemble et Nouveau front populaire, ainsi que les candidats de l'alliance LR-Ciotti-RN, en bénéficient également indirectement, les nuances Ensemble ! (Majorité présidentielle) (ENS), Union de la gauche (UG) et Union de l'extrême-droite (UXD) étant attribuables aux candidats bénéficiant respectivement du soutien de deux partis du centre, de deux partis de gauche ou de deux partis d'extrême-droite,.
Tous les autres partis se voient attribuer l'une ou l'autre des nuances suivantes : EXG (extrême gauche), DVG (divers gauche), ECO (écologiste), REG (régionaliste), DVC (divers centre), DVD (divers droite), DSV (droite souverainiste) et EXD (extrême droite). Des partis comme Debout la France ou Lutte ouvrière ne disposent ainsi pas de nuances propres, et leurs résultats nationaux ne sont pas publiés séparément par le ministère, car mélangés avec d'autres partis (respectivement dans les nuances DSV et EXG).

## Élus
| Circonscription | Député sortant      | Parti | Parti | Groupe | Député élu ou réélu | Parti | Parti | Groupe  |
| --------------- | ------------------- | ----- | ----- | ------ | ------------------- | ----- | ----- | ------- |
| 1re             | Mireille Clapot     |       | EC    | RE     | Paul Christophle    |       | PS    | SOC     |
| 2e              | Lisette Pollet      |       | RN    | RN     | Lisette Pollet      |       | RN    | RN      |
| 3e              | Marie Pochon        |       | LE    | ÉCO    | Marie Pochon        |       | LE    | ÉCO     |
| 4e              | Emmanuelle Anthoine |       | LR    | LR     | Thibaut Monnier     |       | RN    | app. RN |

## Résultats

### Taux de participation
| Taux de participation | 1er tour | 1er tour | 1er tour   | 2d tour | 2d tour | 2d tour    | Différence entre les deux tours |
| Taux de participation | En 2022  | En 2024  | Différence | En 2022 | En 2024 | Différence | Différence entre les deux tours |
| --------------------- | -------- | -------- | ---------- | ------- | ------- | ---------- | ------------------------------- |
| À midi                | 21,38 %  | 27,98 %  | 6,6        | 25,12 % | 28,34 % | 3,22       | 0,36                            |
| À 17 heures           | 42,09 %  | 58,52 %  | 16,43      | 40,69 % | 65,53 % | 24,84      | 7,01                            |
| Final                 | 50,72 %  | 70,68 %  | 19,96      | 49,57 % | 71,16 % | 21,59      | 0,48                            |

### Résultats à l'échelle du département

#### Résultats par coalition
| Parti                                       | Parti                                       | Parti                       | Premier tour | Premier tour | Premier tour | Second tour   | Second tour   | Second tour | Total Sièges  | +/-           |
| Parti                                       | Parti                                       | Parti                       | Voix         | %            | Sièges       | Voix          | %             | Sièges      | Total Sièges  | +/-           |
| ------------------------------------------- | ------------------------------------------- | --------------------------- | ------------ | ------------ | ------------ | ------------- | ------------- | ----------- | ------------- | ------------- |
|                                             |                                             | Rassemblement national (RN) | 70 273       | 26,40        | 0            | 84 954        | 33,36         | 2           | 2             | 1             |
|                                             | Républicains à droite (RÀD)                 | 26 020                      | 9,78         | 0            | 33 361       | 13,10         | 0             | 0           | Nv            |               |
| Total Rassemblement national et alliés (RN) | Total Rassemblement national et alliés (RN) | 96 293                      | 36,18        | 0            | 118 315      | 46,46         | 2             | 2           | 1             |               |
|                                             |                                             | Parti socialiste (PS)       | 35 057       | 13,17        | 0            | 50 227        | 19,72         | 1           | 1             | 1             |
|                                             | Les Écologistes (LÉ)                        | 30 618                      | 11,50        | 0            | 43 483       | 17,08         | 1             | 1           | en stagnation |               |
|                                             | La France insoumise (LFI)                   | 14 642                      | 5,50         | 0            | 24 159       | 9,49          | 0             | 0           | en stagnation |               |
| Total Nouveau Front populaire (NFP)         | Total Nouveau Front populaire (NFP)         | 80 317                      | 30,17        | 0            | 117 869      | 46,29         | 2             | 2           | 1             |               |
|                                             |                                             | Renaissance (RE)            | 27 554       | 10,35        | 0            | Retrait       | Retrait       | Retrait     | 0             | en stagnation |
|                                             | En commun (EC)                              | 8 635                       | 3,24         | 0            |              |               |               | 0           | 1             |               |
|                                             | Mouvement démocrate (MoDem)                 | 5 762                       | 2,16         | 0            | 0            | en stagnation |               |             |               |               |
| Total Ensemble pour la République (ENS)     | Total Ensemble pour la République (ENS)     | 41 951                      | 15,76        | 0            | Retrait      | Retrait       | Retrait       | 0           | 1             |               |
|                                             |                                             | Les Républicains (LR)       | 39 466       | 14,83        | 0            | 18 473        | 7,25          | 0           | 0             | 1             |
| Total Union de la droite et du centre (UDC) | Total Union de la droite et du centre (UDC) | 39 466                      | 14,83        | 0            | 18 473       | 7,25          | 0             | 0           | 1             |               |
|                                             | Reconquête (REC)                            | Reconquête (REC)            | 2 816        | 1,06         | 0            |               |               |             | 0             | en stagnation |
|                                             | Lutte ouvrière (LO)                         | Lutte ouvrière (LO)         | 2 736        | 1,03         | 0            | 0             | en stagnation |             |               |               |
|                                             | Debout la France (DLF)                      | Debout la France (DLF)      | 798          | 0,30         | 0            | 0             | en stagnation |             |               |               |
|                                             | Sans étiquette (SE)                         | Sans étiquette (SE)         | 1 795        | 0,67         | 0            | 0             | Nv            |             |               |               |
|                                             |                                             |                             |              |              |              |               |               |             |               |               |
| Suffrages exprimés                          | Suffrages exprimés                          | Suffrages exprimés          | 266 172      | 97,48        |              | 254 657       | 92,61         |             |               |               |
| Votes blancs                                | Votes blancs                                | Votes blancs                | 4 567        | 1,67         | 15 489       | 5,63          |               |             |               |               |
| Votes nuls                                  | Votes nuls                                  | Votes nuls                  | 2 315        | 0,85         | 4 822        | 1,75          |               |             |               |               |
| Total                                       | Total                                       | Total                       | 273 054      | 100          | 0            | 274 968       | 100           | 4           | 4             | en stagnation |
| Abstention                                  | Abstention                                  | Abstention                  | 113 290      | 29,32        |              | 111 421       | 28,84         |             |               |               |
| Inscrits/Participation                      | Inscrits/Participation                      | Inscrits/Participation      | 386 344      | 70,68        | 386 389      | 71,16         |               |             |               |               |

#### Résultats par nuance
| Nuance                 | Nuance                               | Nuance                 | Premier tour | Premier tour | Premier tour | Second tour | Second tour   | Second tour | Total Sièges | +/-           |
| Nuance                 | Nuance                               | Nuance                 | Voix         | %            | Sièges       | Voix        | %             | Sièges      | Total Sièges | +/-           |
| ---------------------- | ------------------------------------ | ---------------------- | ------------ | ------------ | ------------ | ----------- | ------------- | ----------- | ------------ | ------------- |
|                        | Union de la gauche                   | UG                     | 80 317       | 30,17        | 0            | 117 869     | 46,29         | 2           | 2            | 1             |
|                        | Rassemblement national               | RN                     | 70 273       | 26,40        | 0            | 84 954      | 33,36         | 2           | 2            | 1             |
|                        | Ensemble ! (Majorité présidentielle) | ENS                    | 41 951       | 15,76        | 0            | Retrait     | Retrait       | Retrait     | 0            | 1             |
|                        | Les Républicains                     | LR                     | 39 466       | 14,83        | 0            | 18 473      | 7,25          | 0           | 0            | 1             |
|                        | Union de l'extrême droite            | UXD                    | 26 020       | 9,78         | 0            | 33 361      | 13,10         | 0           | 0            | Nv            |
|                        | Reconquête                           | REC                    | 2 816        | 1,06         | 0            |             |               |             | 0            | en stagnation |
|                        | Extrême gauche                       | EXG                    | 2 736        | 1,03         | 0            | 0           | en stagnation |             |              |               |
|                        | Divers droite                        | DVD                    | 1 795        | 0,67         | 0            | 0           | Nv            |             |              |               |
|                        | Droite souverainiste                 | DSV                    | 798          | 0,30         | 0            | 0           | en stagnation |             |              |               |
|                        |                                      |                        |              |              |              |             |               |             |              |               |
| Suffrages exprimés     | Suffrages exprimés                   | Suffrages exprimés     | 266 172      | 97,48        |              | 254 657     | 92,61         |             |              |               |
| Votes blancs           | Votes blancs                         | Votes blancs           | 4 567        | 1,67         | 15 489       | 5,63        |               |             |              |               |
| Votes nuls             | Votes nuls                           | Votes nuls             | 2 315        | 0,85         | 4 822        | 1,75        |               |             |              |               |
| Total                  | Total                                | Total                  | 273 054      | 100          | 0            | 274 968     | 100           | 4           | 4            | en stagnation |
| Abstention             | Abstention                           | Abstention             | 113 290      | 29,32        |              | 111 421     | 28,84         |             |              |               |
| Inscrits/Participation | Inscrits/Participation               | Inscrits/Participation | 386 344      | 70,68        | 386 389      | 71,16       |               |             |              |               |

### Résultats par circonscription

#### Première circonscription
- Députée sortante : Mireille Clapot (En commun)

| Candidat                 | Candidat                 | Parti et coalition       | Nuance                   | Premier tour | Premier tour | Second tour | Second tour |
| Candidat                 | Candidat                 | Parti et coalition       | Nuance                   | Voix         | %            | Voix        | %           |
| ------------------------ | ------------------------ | ------------------------ | ------------------------ | ------------ | ------------ | ----------- | ----------- |
|                          | Paul Christophle         | PS (NFP)                 | UG                       | 16 835       | 32,41        | 27 439      | 56,24       |
|                          | Jean-Paul Vallon         | RN                       | RN                       | 16 145       | 31,08        | 21 353      | 43,76       |
|                          | Véronique Pugeat         | LR (UDC)                 | LR                       | 9 292        | 17,89        |             |             |
|                          | Mireille Clapot          | EC (ENS)                 | ENS                      | 8 635        | 16,62        |             |             |
|                          | Thierry Aoustet          | REC                      | REC                      | 551          | 1,06         |             |             |
|                          | Adèle Kopff              | LO                       | EXG                      | 490          | 0,94         |             |             |
|                          |                          |                          |                          |              |              |             |             |
| Votes valides            | Votes valides            | Votes valides            | Votes valides            | 51 948       | 97,93        | 48 792      | 91,72       |
| Votes blancs             | Votes blancs             | Votes blancs             | Votes blancs             | 751          | 1,42         | 3 443       | 6,47        |
| Votes nuls               | Votes nuls               | Votes nuls               | Votes nuls               | 349          | 0,66         | 959         | 1,80        |
| Total                    | Total                    | Total                    | Total                    | 53 048       | 100          | 53 194      | 100         |
| Abstention               | Abstention               | Abstention               | Abstention               | 24 587       | 31,67        | 24 466      | 31,50       |
| Inscrits / participation | Inscrits / participation | Inscrits / participation | Inscrits / participation | 77 635       | 68,33        | 77 660      | 68,50       |

#### Deuxième circonscription
- Députée sortante : Lisette Pollet (Rassemblement national)

| Candidat                 | Candidat                 | Parti et coalition       | Nuance                   | Premier tour | Premier tour | Second tour | Second tour |
| Candidat                 | Candidat                 | Parti et coalition       | Nuance                   | Voix         | %            | Voix        | %           |
| ------------------------ | ------------------------ | ------------------------ | ------------------------ | ------------ | ------------ | ----------- | ----------- |
|                          | Lisette Pollet           | RN                       | RN                       | 27 507       | 42,85        | 33 755      | 58,28       |
|                          | Karim Chkeri             | LFI (NFP)                | UG                       | 14 642       | 22,81        | 24 159      | 41,72       |
|                          | Nicolas Michel           | RE (ENS)                 | ENS                      | 12 158       | 18,94        | Retrait     | Retrait     |
|                          | Damien Lagier            | LR (UDC)                 | LR                       | 6 684        | 10,41        |             |             |
|                          | Karim Oumeddour          | SE                       | DVD                      | 1 795        | 2,80         |             |             |
|                          | Jean-Marc Gaillard       | REC                      | REC                      | 710          | 1,11         |             |             |
|                          | Guy Rat                  | LO                       | EXG                      | 704          | 1,10         |             |             |
|                          |                          |                          |                          |              |              |             |             |
| Votes valides            | Votes valides            | Votes valides            | Votes valides            | 64 200       | 97,20        | 57 914      | 88,23       |
| Votes blancs             | Votes blancs             | Votes blancs             | Votes blancs             | 1 192        | 1,80         | 5 874       | 8,95        |
| Votes nuls               | Votes nuls               | Votes nuls               | Votes nuls               | 656          | 0,99         | 1 854       | 2,82        |
| Total                    | Total                    | Total                    | Total                    | 66 048       | 100          | 65 642      | 100         |
| Abstention               | Abstention               | Abstention               | Abstention               | 31 067       | 31,99        | 31 522      | 32,44       |
| Inscrits / participation | Inscrits / participation | Inscrits / participation | Inscrits / participation | 97 115       | 68,01        | 97 164      | 67,56       |

#### Troisième circonscription
- Députée sortante : Marie Pochon (Les Écologistes)

| Candidat                 | Candidat                 | Parti et coalition       | Nuance                   | Premier tour | Premier tour | Second tour | Second tour |
| Candidat                 | Candidat                 | Parti et coalition       | Nuance                   | Voix         | %            | Voix        | %           |
| ------------------------ | ------------------------ | ------------------------ | ------------------------ | ------------ | ------------ | ----------- | ----------- |
|                          | Marie Pochon             | LÉ (NFP)                 | UG                       | 30 618       | 37,96        | 43 483      | 56,59       |
|                          | Adhémar Autrand          | RÀD (RN)                 | UXD                      | 26 020       | 32,26        | 33 361      | 43,31       |
|                          | Lander Marchionni        | RE (ENS)                 | ENS                      | 15 396       | 19,09        | Retrait     | Retrait     |
|                          | Patricia Picard          | LR (UDC)                 | LR                       | 6 855        | 8,50         |             |             |
|                          | Charly Champmartin       | LO                       | EXG                      | 908          | 1,13         |             |             |
|                          | Frédérique Simoncini     | REC                      | REC                      | 853          | 1,06         |             |             |
|                          |                          |                          |                          |              |              |             |             |
| Votes valides            | Votes valides            | Votes valides            | Votes valides            | 80 650       | 97,15        | 76 844      | 92,00       |
| Votes blancs             | Votes blancs             | Votes blancs             | Votes blancs             | 1 584        | 1,91         | 5 127       | 6,14        |
| Votes nuls               | Votes nuls               | Votes nuls               | Votes nuls               | 785          | 0,95         | 1 556       | 1,86        |
| Total                    | Total                    | Total                    | Total                    | 83 019       | 100          | 83 527      | 100         |
| Abstention               | Abstention               | Abstention               | Abstention               | 27 873       | 25,14        | 27 321      | 24,65       |
| Inscrits / participation | Inscrits / participation | Inscrits / participation | Inscrits / participation | 110 892      | 74,86        | 110 848     | 75,35       |

#### Quatrième circonscription
- Députée sortante : Emmanuelle Anthoine (Les Républicains)

| Candidat                 | Candidat                 | Parti et coalition       | Nuance                   | Premier tour | Premier tour | Second tour | Second tour |
| Candidat                 | Candidat                 | Parti et coalition       | Nuance                   | Voix         | %            | Voix        | %           |
| ------------------------ | ------------------------ | ------------------------ | ------------------------ | ------------ | ------------ | ----------- | ----------- |
|                          | Thibaut Monnier          | RN                       | RN                       | 26 621       | 38,37        | 29 846      | 41,97       |
|                          | Isabelle Pagani          | PS (NFP)                 | UG                       | 18 222       | 26,27        | 22 788      | 32,05       |
|                          | Emmanuelle Anthoine      | LR (UDC)                 | LR                       | 16 635       | 23,98        | 18 473      | 25,98       |
|                          | Olivier Gafa             | MoDem (ENS)              | ENS                      | 5 762        | 8,31         |             |             |
|                          | Guy Bermond              | DLF                      | DSV                      | 798          | 1,15         |             |             |
|                          | Évelyne Reybert          | REC                      | REC                      | 702          | 1,01         |             |             |
|                          | Monique Bernard          | LO                       | EXG                      | 634          | 0,91         |             |             |
|                          |                          |                          |                          |              |              |             |             |
| Votes valides            | Votes valides            | Votes valides            | Votes valides            | 69 374       | 97,80        | 71 107      | 97,94       |
| Votes blancs             | Votes blancs             | Votes blancs             | Votes blancs             | 1 040        | 1,47         | 1 045       | 1,44        |
| Votes nuls               | Votes nuls               | Votes nuls               | Votes nuls               | 525          | 0,74         | 453         | 0,62        |
| Total                    | Total                    | Total                    | Total                    | 70 939       | 100          | 72 605      | 100         |
| Abstention               | Abstention               | Abstention               | Abstention               | 29 763       | 29,56        | 28 112      | 27,91       |
| Inscrits / participation | Inscrits / participation | Inscrits / participation | Inscrits / participation | 100 702      | 70,44        | 100 717     | 72,09       |